# Amara Moira
Amara Moira (Campinas, 26 de febrero de 1985) es una escritora, académica y activista brasileña. Moira es doctora en  Teoría y Crítica Literaria por la Universidad Estadual de Campinas en Brasil  y se convirtió en la primera mujer trans en obtener un título de esa universidad usando su nombre social. 

## Trayectoria
Su nombre está inspirado en las moiras, personajes presentes en la Odisea de Homero. Las moiras eran las videntes que predijeron un destino amargo para Odiseo.
En 2014 inició su proceso de transición de género durante su doctorado en Teoría y Crítica Literaria por la la UNICAMP sobre la producción literaria del escritor James Joyce. Posteriormente comenzó a trabajar como prostituta y a escribir un blog, donde contaba sus experiencias y las de otros compañeros de la profesión.
Este período fue la inspiración para su primer libro, E se eu seu puta ("Y si yo fuera puta"), publicado originalmente en 2016 y publicado en español en 2022.
En 2017 fue candidata a concejala en la ciudad de Campinas, São Paulo, por el Partido Socialismo y Libertad (PSOL).
Actualmente aboga por la regulación de la prostitución en Brasil. Además, Amara cree que la literatura es una fuente de transformación social.

## Obras

### Publicaciones
- 2016 – E se eu seu puta ("Y si yo fuera puta"). Hoo Editora [7]
- 2017 – Vidas trans: a coragem de existir ("Vidas trans: el coraje de existir") – en coautoría con João W. Nery, Márcia Rocha y T. Brant, prologado por Laerte Coutinho y Jaqueline Gomes de Jesus . [9] Editorial Alto Astral
- 2021 – Neca + 20 poemetos travessos. Editora O Sexo da Palavra